# Бафк-Сагендський залізорудний район
Бафк-Сагендський залізорудний район — розташований в центральній частині Ірану, на 400 км східніше міста Ісфахан. Родовища виявлені і розвідані в 1965—1971 роках.

## Характеристика
Родовища магнетитових руд (Чогарт, Норданомалія, Аномалія XI, Сагенд, Чадормалю, Се-Чахун-Барбара, Мішдаван і ін.) приурочені до контактів докембрійських (гнейси, гранітогнейси, кристалічні сланці, амфіболіти) та інфракембрійських вулканогенно-осадових (альбітофіри, ліпарити і дацити з прошарками хлорит-серицитових сланців, дрібнозернистих пісковиків і алевролітів) порід з гранітоїдними інтрузіями. Запаси магнетитових руд п'яти родов. району оцінюються в 700 млн т з сер. вмістом Fe 52,5-56,3%.

## Технологія розробки
Найбільше родовище Чогарт з 1973 розробляється відкритим способом (кар'єр з 10-метровими уступами) за допомогою екскаваторів; транспорт — самоскиди. Руда поступає на дробильну фабрикуку.